# Hyōjōshū
El Hyōjōshū (評定衆) va ser el Consell d'estat que va existir durant el shogunat Kamakura i el shogunat Ashikaga al Japó. Dins el sistema bakufu, el Hyōjōshū era un òrgan parlamentari, administratiu i judicial d'alt nivell, on participaven els estadistes, guerrers i erudits més importants. Només per sobre del Hyōjōshū es trobava el shōgun, el seu regent (shikken) i el seu respectiu consignatari (rensho).
Si més no el Hyōjōshū era un prototip de parlament, les decisions més significatives estaven supeditades pel shikken, incloent la convocatòria de reunions, la presa de decisions judicials i el nomenament o remoció dels membres; no era un òrgan independent, i estava sota els designis del clan Hōjō, que també controlava els llocs claus del shogunat.

## Història

### Shogunat Kamakura

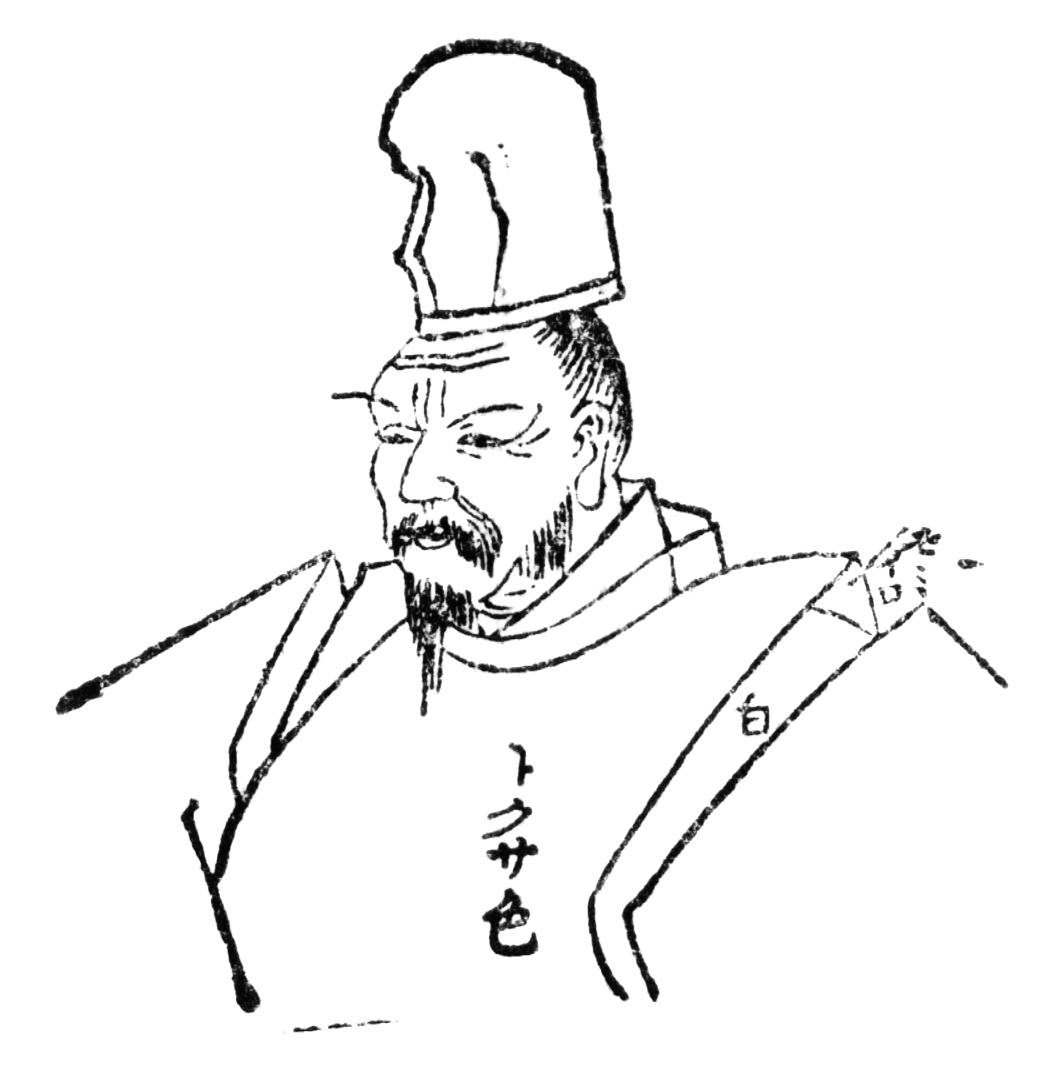
Hōjō Yasutoki, regent del shogunat Kamakura i creador del Hyōjōshū el 1225.

Aquest òrgan va ser creat el 1225 pel shikken Hōjō Yasutoki, com un reemplaçament del Jūsannin no Gōgisei («sistema del consell de 13 homes») que havia estat fundat pel shōgun Minamoto no Yoritomo el 1199. La diferència amb el Hyōjōshū és que va ser un òrgan consultiu que representava les veus dels vassalls del shogunat, ampliant el poder efectiu del govern militar. Les decisions es prenien amb el vot majoritari.
Inicialment, el cos estava conformat per 11 membres, amb augments progressius des del 1232: el 1242 el conformaven 19 membres, i el 1284 va augmentar a 28 membres. Tots els integrants del Hyōjōshū eren homes adults amb experiència en assumptes del shogunat. Dels 11 membres inicials, vuit van ser buròcrates (tres membres del clan Miyoshi, dos del clan Nikaidō i la resta d'altres clans aliats a Yasutoki), i els altres tres van ser guerrers associats amb el shogunat.
Malgrat que en la fase inicial de l'òrgan existien més buròcrates que guerrers per raons pràctiques, eventualment durant l'acreixement del Hyōjōshū cap a la dècada de 1230, es va permetre l'ingrés de més guerrers, sobretot de clans que no tenien veu en el shogunat com Chiba, Sasaki, Iūki, Koyama, Mutō o Ashikaga. No obstant, això va generar problemes amb l'adaptació dels samurais a l'entorn burocràtic, on era normal que els guerrers renunciaven aviat al Hyōjōshū, arribant a existir casos com el del samurai Iūki Tomomitsu el 1235, que va renunciar per la seva incapacitat de destriar en els assumptes del consell.
Si bé els buròcrates estaven en una millor posició com a membres del Hyōjōshū que els guerrers (alguns romanent al voltant d'una dècada), Yasutoki va mantenir la idea de tenir representació dels guerrers en el consell, però el 1239 els guerrers provenien del seu propi clan. Durant aquest any, es van fer designacions a tres buròcrates i cinc guerrers, quatre d'ells pertanyents al clan Hōjō i el cinquè Adachi Yoshikage, primer membre d'aquest clan a ingressar al consell, però molt aliat als Hōjō. El punt de fallida va ser que un dels Hōjō recentment nomenats fou un jove de 17 anys i sense experiència, Hōjō Tsunetoki, que estava destinat a ser el proper regent; això va provocar la fúria dels altres membres, ja que estava sobrepassant la representació del clan Hōjō en el consell, amb membres que no precisament eren erudits o experts en la matèria.
Durant la regència de Yasutoki, el Hyōjōshū es va mantenir com un òrgan administratiu i judicial funcional, però amb la mort d'aquest el 1242 van aflorar els ressentiments d'altres clans sobre els Hōjō. El 1246 Tsunetoki va traspassar de manera secreta el càrrec de regent al seu germà Hōjō Tokiyori, generant un ambient d'insatisfacció i va desencadenar un intent de cop planificat per l'antic shogun Kujō Yoritsune, però que Tokiyori va aconseguir aixafar, i en la purga posterior va destituir a quatre membres del Hyōjōshū, incloent un fundador, Gotō Mototsuna. El 1247, el clan Miura, que tenia certa influència partisana en el consell, es va rebel·lar contra Tokiyori, però van ser derrotats i purgats.
Després de 1247, els buròcrates seguien sent nomenats en el Hyōjōshū per meritocràcia, mentre que els guerrers havien d'acceptar el seu rol dins d'un ambient dominat totalment pel clan Hōjō; no obstant això, van sorgir dos nous canvis. El 1248, els membres del Hyōjōshū van ser dividits en membres junior i sènior sota el control del shikken o del rensho, prenent com a criteri l'edat i l'experiència del membre. El regent podia tenir reunions tant amb cada secció per separat o com en conjunt. Després, el 1249, Tokiyori va crear el Hikitsukeshū, que es convertiria en un òrgan judicial de suport del Hyōjōshū, que rebia una major quantitat de demandes judicials. El Hikitsukeshū estava format inicialment per membres selectes del Hyōjōshū i altres exclusius del Hikitsukeshū, dividits entre tres i sis tribunals, que s'encarregaven d'establir els fets del cas i aquests el passaven al Hyōjōshū que feia la interpretació de les lleis, fent més expedit el procés judicial.
Amb aquests canvis, el Hyōjōshū va augmentar la seva capacitat administrativa però va apuntalar el domini del clan Hōjō, minimitzant qualsevol oposició política. Dels membres del clan Hōjō representats en el consell, tècnicament eren 'veus' del regent, i estaven representats sobretot per una sensació d'unitat familiar. No obstant això, va generar un punt de discordança sobre el caràcter consultiu del Hyōjōshū.
Amb l'aparició del yoriai el 1277, que eren reunions privades fetes per membres del clan Hōjō i els seus vassalls en la residència del cap principal del clan (tokusō) sobre assumptes del shogunat, es va aguditzar el caràcter absolutista del clan i va erosionar més, tant al Hyōjōshū com al Hikitsukeshū. El yoriai es va convertir en un òrgan extraoficial del shogunat, ja que havien membres del Hyōjōshū que assistien a les reunions, però també havien membres no participants del consell (especialment vassalls fidels al Hōjō), que estaven assistint i prenent decisions.
Amb l'enfortiment del yoriai, el Hyōjōshū eventualment es va convertir en una mera façana durant la segona meitat del shogunat. Finalment el consell, igual que les altres institucions fundades i dominades pel clan Hōjō, va desaparèixer junt amb la destrucció del shogunat Kamakura el 1333.

### Shogunat Ashikaga
Durant el Shogunat Ashikaga, es va restaurar el concepte de consell consultiu usat en el shogunat Kamakura, però aquesta vegada dominat pel clan Ashikaga, el nou clan dominant. Va estar dividit en dos òrgans: el Shikihyōjōshū (式評定衆), conformat pels caps dels clans aliats al Ashikaga com el clan Kira i el clan Hatakeyama; i el Shussehyōjōshū (出世評定衆), format per membres d'altres clans. L'òrgan consultiu durant el Ashikaga va ser molt feble i aombrat pel clan dominant.

## Membres durant el Shogunat Kamakura
Membres fundadors
1. Chūjō Ienaga (desembre 1225 - agost 1236)
2. Nikaidō Yukimura (desembre 1225 - febrer 1238)
3. Machino (Miyoshi) Yasutoshi (desembre 1225 - juny 1238)
4. Saitō Nagasada (desembre 1225 - octubre 1239)
5. Miura Yoshimura (desembre 1225 - desembre 1239)
6. Satō Naritoki (desembre 1225 - maig 1241)
7. Yano (Miyoshi) Tomoshige (desembre 1225 - juny 1244)
8. Gotō Mototsuna (desembre 1225 - juny 1246)
9. Nakahara no Morokazu (desembre 1225 - juny 1251)
10. Nikaidō Yukimori (desembre 1225 - desembre 1253)
11. Ōta (Miyoshi) Yasutsura (desembre 1225 - octubre 1256)

Addicions
- Mōri Suemitsu (novembre 1233 - juny 1247)
- Tsuchiya Munemitsu (1234 - maig 1235)
- Sasaki Nobutsuna (gener 1234 - setembre 1236)
- Kanō Tamesuke (juny 1234 - juny 1246)
- Iūki Tomomitsu (maig 1235 - juny 1235)
- Hōjō Tomotoki (setembre 1236 - setembre 1236)
- Kiyohara Sueji (1236 - setembre 1243)
- Hōjō Suketoki (abril 1237 - maig 1251)
- Machino Yasumochi (1238 - juny 1246)
- Miura Yasumura (abril 1238 - juny 1247)
- Nikaidō Yukiyoshi (abril 1238 - gener 1268)
- Nikaidō Motoyuki (1239 - desembre 1240)
- Adachi Yoshikage (1239 - juny 1253)
- Hōjō Tomonao (1239 - maig de 1264)
- Hōjō Masamura (octubre 1239 - març 1256)
- Kiyohara Mitsusada (1239 - novembre 1263)
- Hōjō Tsunetoki (juny 1241 - juny 1242)
- Hōjō Aritoki (juny 1241 - 1243)
- Nagai Yasuhide (juny 1241 - desembre 1253)
- Utsunomiya Yasutsuna (1243 - novembre 1261)
- Chiba Hidetane (1244 - juny 1246)
- Miura Mitsumune (1244 - juny 1247)
- Iga Mitsumune (1244 - gener 1257)
- Yano (Miyoshi) Tomonaga (desembre 1244 - febrer 1273)
- Mōri Tadanari (1245 - juny 1247)
- Hōjō Tokiaki (juliol 1247 - febrer 1272)
- Nikaidō Yukihisa (juliol 1249 - març 1261)
- Hōjō Sanetoki (febrer 1253 - octubre 1276)
- Hōjō Nagatoki (juny 1256 - novembre 1256)
- Adachi Yasumori (juny 1256 - novembre 1285)
- Ōta (Miyoshi) Yasumune (1258 - març 1262)
- Nikaidō Yukikata (setembre 1259 - desembre 1264)
- Nikaidō Yukiyasu (1259 - octubre 1265)
- Mutō Kageyori (setembre 1259 - agost 1267)
- Ōta (Miyoshi) Yasuari (juny 1262 - desembre 1282)
- Nikaidō Yukitsuna (abril 1264 - juny 1281)
- Nikaidō Yukitada (abril 1264 - novembre 1290)
- Oda Tokiie (novembre 1264 - febrer 1271)
- Nakahara Morotsura (novembre 1264 - març 1271)
- Hōjō Noritoki (juny 1265 - febrer 1272)
- Hōjō Tokihiro (juny 1265 - juny 1275)
- Nagai Tokihide (juny 1265 - abril 1284)
- Sasaki Ujinobu (desembre 1266 - abril 1284)
- Hōjō Yoshimasa (novembre 1267 - juny 1273)
- Adachi Tokimori (novembre 1267 - setembre 1276)
- Hōjō Tokimura (octubre 1270 - desembre 1277)
- Nikaidō Yukiari (octubre 1270 - abril 1284)
- Hōjō Munemasa (octubre 1272 - agost 1281)
- Utsunomiya Kagetsuna (juny 1273 - gener 1298)
- Hōjō Kimitoki (juny 1273 - desembre 1295)
- Hōjō Nobutoki (setembre 1273 - agost 1287)
- Hōjō Naritoki (març 1276 - abril 1284)
- Yano (Miyoshi) Mototsune (abril 1276 - 1284)
- Satō Naritsura (abril 1276 - abril 1287)
- Hōjō Yoshimune (juny 1277 - agost 1277)
- Hōjō Akitoki (febrer 1278 - novembre 1285)
- Settsu Chikamune (febrer 1278 - abril 1303)
- Adachi Akimori (març 1278 - febrer 1280)
- Hōjō Tokimoto (març 1278 - abril 1298)
- Nikaidō Yoritsuna (febrer 1282 - octubre 1283)
- Adachi Munekage (febrer 1282 - novembre 1285)
- Sasaki Tokikiyo (juny 1283 - 1295)
- Hōjō Masanaga (gener 1284 - juliol 1301)
- Hōjō Tokikane (juny 1286 - juny 1296)
- Hōjō Munenobu (octubre 1287 - juliol 1297)
- Hōjō Morifusa (octubre 1287 - febrer 1288)
- Hōjō Tokimura (desembre 1287 - agost 1301)
- Hōjō Morotoki (maig 1293 - agost 1301)
- Hōjō Akitoki (octubre 1293 - abril 1298)
- Nagai Munehide (octubre 1293 - juliol 1310)
- Ōta (Miyoshi) Tokitsura (desembre 1293 - 1300)
- Hōjō Tokikane (març 1295 - juny 1296)
- Hōjō Tanetoki (maig 1295 - setembre 1295)
- Sasaki Munetsuna (1295 - setembre 1297)
- Nikaidō Moritsuna (1295 - desconegut)
- Yano (Miyoshi) Tomokage (1295 - desconegut)
- Nikaidō Yukifuji (1295 - agost 1302)
- Hōjō Muneyasu (abril 1298 - agost 1305)
- Hōjō Hisatoki (abril 1298 - gener 1307)
- Hōjō Munekata (desembre 1300 - maig 1305)
- Hōjō Tokiie (agost 1301 - setembre 1304)
- Hōjō Hirotoki (agost 1301 - octubre 1311)
- Hōjō Munenobu (febrer 1302 - juliol 1305)
- Hōjō Naritoki (abril 1303 - juliol 1313)
- Hōjō Mototoki (agost 1305 - juliol 1313)
- Hōjō Koresada (agost 1306 - setembre 1315)
- Hōjō Kunitoki (gener 1307 - 1313)
- Hōjō Akizane (gener 1307 - març 1327)
- Hōjō Sadafusa (desembre 1307 - novembre 1308)
- Hōjō Sadaaki (març 1309 - juny 1310)
- Hōjō Tokitoshi (juliol 1310 - desconegut)
- Hōjō Moritoki (juny 1311 - abril 1326)
- Hōjō Sadanobu (juliol 1313 - maig 1320)
- Hōjō Sadanori (desembre 1317 - juny 1319)
- Hōjō Sadayuki (juny 1318 - novembre 1324)
- Hōjō Sadanao (maig 1320 - maig 1333)
- Hōjō Norisada (desembre 1320 - novembre 1321)
- Hōjō Tokiharu (1320 - desembre 1330)
- Hōjō Koresada (octubre 1324 - abril 1326)
- Hōjō Shigetoki (maig 1326 - juliol 1330)
- Hōjō Takaie (desconegut - març 1326)
- Hōjō Fujitoki (desconegut - març 1326)
- Hōjō Toshitoki (desconegut - maig 1333)
- Hōjō Ietoki (desconegut - maig 1333)
- Nagasaki Takasuke (desconegut - maig 1333)
- Hōjō Sadafuyu (desembre 1329 - maig 1333)
- Hōjō Sadayuki (juliol 1330 - maig 1333)
- Hōjō Norisada (desembre 1330 - maig 1333)
- Hōjō Tokishige (1331 - maig 1333)